# ماهاسولو
ماهاسولو (به لاتین: Mahasolo) یک منطقهٔ مسکونی در ماداگاسکار است که در تزیروآنوماندیدی (بخش) واقع شده‌است.
 ماهاسولو  ۳۰٬۰۰۰ نفر جمعیت دارد و ۸۶۱ متر بالاتر از سطح دریا واقع شده‌است.